# Marcedusa
Marcedusa (Marçëdhuza in arbëreshe) è un comune italiano di 358 abitanti della provincia di Catanzaro in Calabria.
Il centro abitato sorge in cima a un promontorio collinare sulle estreme pendici orientali della Sila Piccola, nella valle del fiume Tacina, a 288 metri sopra il livello del mare e ha un territorio comunale di 15,68 chilometri quadrati. L'escursione altimetrica del territorio è di 293 metri (punto più basso a quota 32, più alto a quota 325). I suoi abitanti appartengono alla minoranza albanese d'Italia e parlano ancora la lingua arbëreshe.

## Storia
Marcedusa, pur non potendosi fregiare di fatti riferiti che la rendono parte importante nella storia, ha fornito ritrovamenti archeologici che fanno risalire le sue origini all'età magno-greca. Si tratta di reperti (monete, anfore, statuette votive, armi ecc) risalenti all'età bruzia ed imperiale. Tutto ciò conduce in modo inequivocabile all'esistenza di uno spazio territoriale socialmente organizzato e commercialmente attivo sin dall'VIII secolo a.C. Tanto che fino a pochi anni fa il luogo veniva rapportato all'antica città greca di Petelia, attualmente riconosciuta nella moderna Strongoli.
Dopo alcuni scavi archeologici svoltisi nei pressi del centro abitato si è ipotizzata la probabile corrispondenza dell'attuale Marcedusa con l'antica città Greca di Macalla. L'antica città, coinvolta nelle vicende omeriche dell'Odissea, venne eretta da Filottete, amico di Ulisse, dedicandola al medico Macalla che lo guarì da una profonda ed insanabile ferita provocatagli in battaglia da una freccia. La storia vuole che la città fosse formata dall'unione in linea di cinque colli a circa cinquanta stadi da Crotone, e che su uno di essi esposto ad est vi fosse un tempio dedicato ad Apollo, Dio del sole. A dar forza alla teoria della corrispondenza di Marcedusa con la città Magno Greca vi è la reale connotazione geografica dei cinque colli in linea oggi conosciuti come: colle Arnone, c. del Cantore, c. del Cimitero, c. Santa Maria, ed infine il colle dove oggi si trova il centro abitato omonimo al paese. Proprio su colle Santa Maria si crede si trovasse il tempio di Apollo, proprio qui esisteva una chiesa diroccata che venne rasa al suolo agli inizi degli anni settanta per far posto a nuovi edifici abitativi. Le rovine della piccola chiesa poggiavano su un basamento in blocchi di pietra di dimensioni considerevoli rispetto alla struttura cristiana. Tale superficie, di cui rimangono solo descrizioni orali, doveva corrispondere alla base del tempio il cui punto è dominante su tutto il versante Est del promontorio con un panorama che coglie tutto il basso marchesato ed anche Crotone. Fino agli anni cinquanta del secolo scorso, sul corso Vittorio Emanuele II era posizionato a mo' di cippo un capitello in stile dorico, chiara prova della presenza di una struttura religiosa di età classica. Successivamente il capitello venne trafugato creando un grande danno storico al luogo.
I primi documenti che parlano di Marcedusa risalgono all'età sveva; nel maggio del 1225 Federico II di Svevia confermava all'abbazia di Sant'Angelo de Frigillo la libertà di poter usufruire del sale affiorante nella bassa dal torrente Salinello e del fiume Neto ut libere sumant sale de salenis nostris Neti et Merchedusi absque alicuius contradicione.

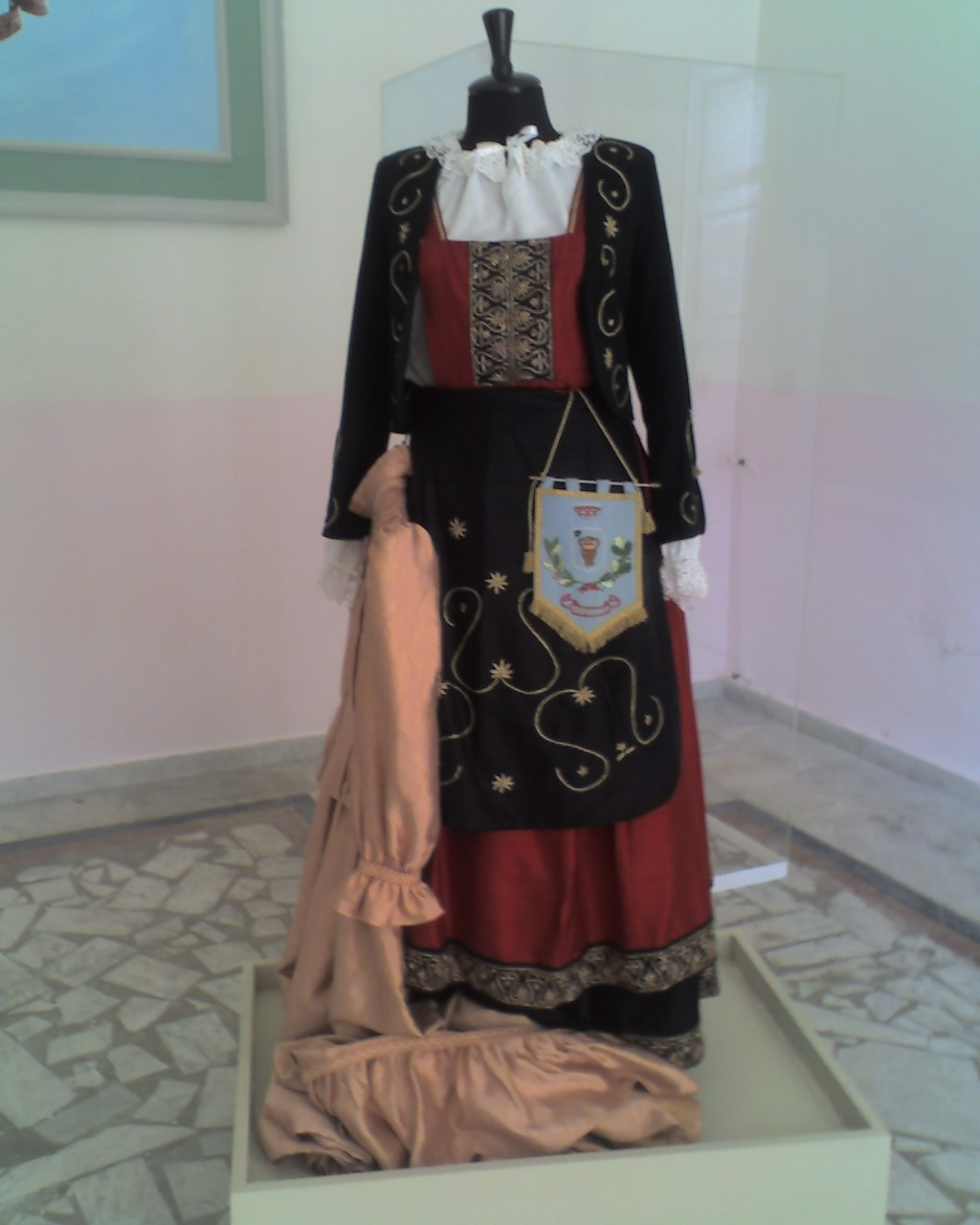
Costume tradizionale femminile albanese di Marcedusa

Le vicende feudali di Marcedusa sono strettamente legate a quelle della vicina e più importante Mesoraca; infatti il piccolo centro fu dapprima feudo dei Ruffo di Catanzaro (dal secolo XII). Nel 1434, alla morte di conte Nicola Ruffo, 4º Conte di Catanzaro e 1º Marchese di Crotone, il feudo passò alla figlia Giovannella, che fu assassinata nel 1435, così che il feudo passò alla sorellastra Enrichetta Ruffo, figlia di Nicolò e della seconda moglie Margherita di Poitiers. Nel primo semestre del 1439 Enrichetta Ruffo sposò il viceré di Calabria, Antonio Centelles, il quale, per matrimonio, acquisì la Contea di Catanzaro, il Marchesato di Crotone e tutte le signorie dei Ruffo di Calabria. Ma Antonio Centelles aveva sposato Enrichetta Ruffo contro la volontà di Re Alfonso d’Aragona, il quale ritenne il matrimonio come un atto di ribellione del Centelles stesso. Così che Alfonso d’Aragona scese con il suo esercito in Calabria e, guadato il Neto nel novembre 1444, giunse a Crotone e pose l’assedio alla città e agli abitati vicini. Sconfitto il Centelles nel 1445, tutte le sue terre, compreso il feudo di Marcedusa, furono confiscate e incamerate al demanio regio. Il 24 giugno 1462 il re Ferdinando I, figlio di Alfonso d’Aragona, accolse la richiesta di perdono e di sottomissione di Antonio Centelles e della consorte Errichetta Ruffo e li reintegrò nei feudi confiscati a causa della ribellione. Ma il potere del Centelles durò poco; nel 1466 venne preso a tradimento a Santa Severina e condotto a Napoli a morire.
Con la fine del Centelles la terra ritornò in demanio regio e vi rimase finché, con decreto del 26 agosto del 1483, il re Ferdinando, "per sopperire alle spese necessarie per la difesa del Regno", la vendette per 6000 ducati a Paolo di Caivano, capo squadra delle genti d’arme. Nel novembre del 1497 Andreana, unica figlia ed erede del Signore di “Misuraca” Paolo di Caivano, sposò Giovanni Andrea Caracciolo, portandogli in dote tutti i feudi ereditati dal padre, compreso quello di Marcedusa. Ai Caracciolo seguì per matrimonio Ferdinando Spinelli, 2º Duca di Castrovillari. Fu proprio Ferdinando Spinelli che fece ripopolare con dei profughi albanesi il casale di Marcedusa che, per la prima volta, risultava nella conta dei fuochi nel 1541 con 17 fuochi albanesi. Nel 1557 risultavano sette fuochi latini e 28 fuochi albanesi.
Nel 1584, dopo varie vicissitudini, la baronia di Mesoraca con i casali di Arietta, Mercedusa e Petronà, venne messa in vendita dal Sacro Regio Consiglio su istanza dei creditori del marchese di Mesuraca. Acquirente della baronia fu Roberto Altemps, 1º Duca di Gallese. Furono proprio i duchi Altemps che nel 1649 staccarono Marcedusa dalle vicende politiche e decisionali di Mesoraca, riconoscendogli il ruolo di universitas, ovvero la prima e vera autonomia amministrativa, benché sin dal 1565 fosse presente la figura di un cosiddetto "sindaco", che nelle vesti di Minico Taverna da Marcheduza si assicurava il rispetto delle regole e di rilevare le necessità degli abitanti.

### Simboli

Altra versione dello stemma comunale con lo scudo d'azzurro

Il gonfalone è un drappo di colore azzurro leggermente appuntato.

## Società

### Evoluzione demografica
Abitanti censiti